# Lađevci (Kraljevo)
Lađevci (Servisch: Лађевци) is een plaats in de Servische gemeente Kraljevo. De plaats telt 1258 inwoners (2002).